# World Boxing Federation
Світова боксерська федерація (англ. World Boxing Federation) (WBF) — заснована 2008 року міжнародна організація, яка займається організацією боїв, веде рейтинги та признає чемпіонські пояси у професійному боксі. Цю саму назву до 2004 року мала World Boxing Foundation.
Юридичною адресою WBF є Кейптаун у Південно-Африканській Республіці. Президентом організації є колишній член правління World Boxing Foundation Говард Ґолдберґ.
Організація постала унаслідок розколу World Boxing Foundation. У 2009 році більшість чемпіонів World Boxing Foundation відмовилась від поясів і автоматично прийняла звання чемпіона ново створеної World Boxing Federation.

## Актуальні чемпіони версії WBF
| Актуальні чемпіони світу WBF — стан з 16.05.2010 |                              |                   |           |                     |  |
| категорія                                        | Ваговий ліміт                | Чемпіон світу     | Держава   | Дата здобуття пояса |  |
| Важка вага (heavyweight)                         | понад 200 фунтів (90.719 кг) | Евандер Холіфілд  | США       | 10 квітня 2010      |  |
| Перша важка вага (cruiserweight)                 | до 200 фунтів (90.719 кг)    | Павел Колодзей    | Польща    | 20 березня 2010     |  |
| Напівважка вага (light heavyweight)              | до 175 фунтів (79,379 кг)    | Давід Костецький  | Польща    | 24 квітня 2010      |  |
| Друга середня вага (super middleweight)          | до 168 фунтів (76,204 кг)    | William Gare      | ПАР       | 23 лютого 2008      |  |
| Середня вага (middleweight)                      | до 160 фунтів (72,575 кг)    | Vitaliy Kopylenko | Албанія   | 2012                |  |
| Перша середня вага (super welterweight)          | до 154 фунтів (69,853 кг)    | Bongani Mwelase   | ПАР       | 7 серпня 2009       |  |
| Напівсередня вага (welterweight)                 | до 147 фунтів (66,678 кг)    | вакансія          |           |                     |  |
| Перша напівсередня вага (super lightweight)      | до 140 фунтів (63,503 кг)    | Lance Gostelow    | Австралія | 4 жовтня 2009       |  |
| Легка вага (lightweight)                         | до 135 фунтів (61,235 кг)    | вакансія          |           |                     |  |
| Друга напівлегка вага (super featherweight)      | до 130 фунтів (58,967 кг)    | вакансія          |           |                     |  |
| Напівлегка вага (featherweight)                  | до 126 фунтів (57,153 кг)    | вакансія          |           |                     |  |
| Друга легша вага (super bantamweight)            | до 122 фунтів (55,338 кг)    | вакансія          |           |                     |  |
| Легша вага (bantamweight)                        | до 118 фунтів (53,524 кг)    | Lubabalo Msuthu   | ПАР       | 22 листопада 2008   |  |
| Друга найлегша вага (super flyweight)            | до 115 фунтів (52,163 кг)    | вакансія          |           |                     |  |
| Найлегша вага (flyweight)                        | до 112 фунтів (50,802 кг)    | вакансія          |           |                     |  |
| Перша найлегша вага (light flyweight)            | до 108 фунтів (48,988 кг)    | вакансія          |           |                     |  |
| Мінімальна вага (strawweight)                    | до 105 фунтів (47,627 кг)    | вакансія          |           |                     |  |